# ポテチパン
ポテチパンは、江戸幕末開国後に独自のパン文化を発展させてきた神奈川県横須賀市にて独自製造・販売されているローカルパンの一つ。

## 歴史
戦後の高度経済成長が一段落を迎えた頃、地元の菓子卸問屋と市内に営業する複数のパン屋が提携し考案したとされる。現在は老舗を中心として製造されているが、どこが元祖といった物はなく各店舗オリジナルのレシピを守り作られ続けている。

## レシピ
具材はポテトチップス（基本は塩か海苔塩）と刻んだ野菜（基本はキャベツのみ）をマヨネーズ（店舗品のため濃口の物）で和えた物（店舗ごとのレシピでは隠し味をチョイ足ししている）を、コッペパン・サンドパン・食パンなどで挟んで完成。